# 马丘比丘
马丘比丘（其意為「古老的山」），又譯麻丘比丘，是一座建於前哥伦布时期（15世紀）的印加帝國城市遗迹，位於秘魯南部的秘魯東部山脈，库斯科西北方80公里处，整个遗址高耸在海拔2,430公尺（7,970英尺）的山脊上，俯瞰着乌鲁班巴河谷。
與瑪雅文明相比，由於印加文明沒有書面語言的紀錄，直到19世紀末期才有對於發現該遺址的紀錄。考古學家認為，馬丘比丘是薩帕·印卡帕查庫蒂（1438-1472）建造的，由于独特的位置、地址特点和发现时间较晚（在1911年），马丘比丘成了印加帝国最为人所熟悉的标志。它通常被稱為「印加失落之城」。
馬丘比丘的建築為古典印加風格，並以拋光的砌石墻作為柱體結構。城鎮保存完整的三個設施則為拴日石（Intihuatana）、太陽神殿和三窗廟。為了讓遊客更好地了解城市最初的樣子，大部分建築都經過了復原重建。到1976年，馬丘比丘約有30%的區域已經恢復，直到至今依然進行恢復工程。1983年，马丘比丘古神庙被联合国教科文组织定为世界遗产，且为文化与自然双重遗产。2007 年，馬丘比丘被評為世界新七大奇迹之一。但与此同时，马丘比丘也面临着遭旅游业破坏的担忧。

## 历史

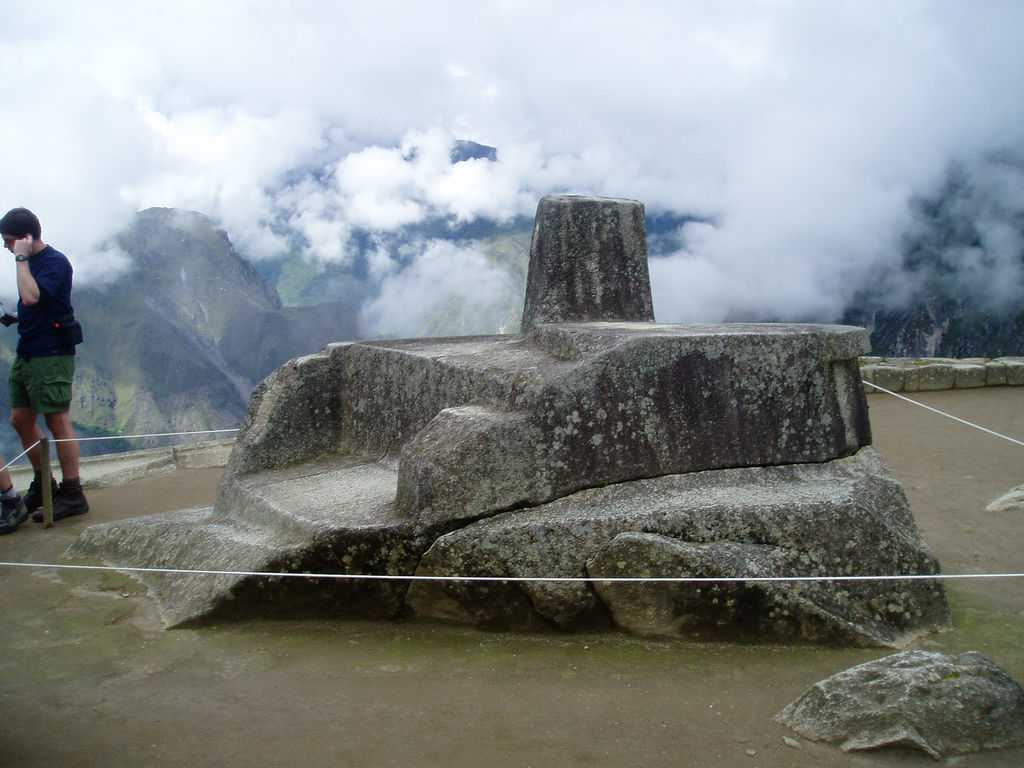
拴日石（Intihuatana），据說是印加人设计的天文学时钟

人们认为马丘比丘是印加统治者帕查库蒂于1440年（一說1420年）左右建立的，直到1532年西班牙征服祕魯时都有人居住。考古学的发现（加上最近对早期殖民文件的解读）显示马丘比丘并非普通城市，而是印加贵族的乡间修养场所（类似罗马庄园）。围绕着庭院建有一个庞大的宫殿和供奉印加神祇的庙宇，以及其他供维护人员居住的房子。据估算，在马丘比丘居住的人数在高峰时也不超过750人，而在没有贵族来访的雨季时就更少了。
印加王国选择在此建立城市可能是由于其独特的地理和地质特点。据说马丘比丘背后的山的轮廓代表着印加人仰望天空的脸，而山的最高峰「瓦纳比丘」代表他的鼻子。印加人认为不该从大地上切削石料，因此从周围寻找分散的石块来建造城市。一些石头建筑连灰泥都没有使用，完全靠精确的切割堆砌来完成，修成的墙上石块间的缝隙还不到1毫米宽。
1913年，美國國家地理雜誌用了整个4月刊来介绍马丘比丘，这处遗址也因此受到了广泛的关注。
2003年有大约400,000人参观马丘比丘，联合国教科文组织对大规模旅游对遗址带来的损害表示关注。当局坚称这不是问题，遗址的偏僻会给旅遊业形成天然的限制。不断有建议要在遗址修建缆车，但至今一直未获批准。
智利诗人巴勃罗·聂鲁达在他最著名的作品之一，访问马丘比丘后写下的长诗《马丘比丘之巅》中赞道：
我看见石砌的古老建筑物镶嵌在青翠的安第斯高峰之间。激流自风雨侵蚀了几百年的城堡奔腾下泄。……在这崎岖的高地，在这辉煌的废墟，我寻到能续写诗篇所必需的原则信念。

### 再次發現
1911年的7月24日，美国历史学者海勒姆·賓厄姆三世让西方世界注意到了马丘比丘。他被熟悉此地的本地人带到马丘比丘。这位受争议的探险家-考古学家在这里完成了一份该地区的考古学报告。賓厄想出了「失落的印加城市」这个吸引人的名字，并用作他第一本书的书名。
2002年，其他不为人知的二十世纪探险家留下的足迹被人发现，这些发现显示賓厄姆当初为了成为公认的马丘比丘发现者而故意掩盖了这些痕迹。
虽然发现马丘比丘的功劳落到了賓厄姆的头上，长期研究库斯科的Simone Waisbard仍然坚称马丘比丘的发现者另有其人，最先到访这里的是Enrique Palma，Gabino Sánchez和Agustín Lizárraga，他们于1901年7月14日将名字刻在了一块岩石上。而賓漢最初实际上在寻找的是维特科，印加帝国在西班牙征服祕魯时期最后的避难所和反抗据点。反复探索这个区域之后，他在1911年被居住在遗迹所在地的当地奇楚亚人带到了马丘比丘。賓漢之后又几次到访这里并进行挖掘，直到1915年。在他写的几部关于马丘比丘的发现的书籍中，《失落的印加城市》一书大为畅销。

### 文物
美國考古學家海勒姆·賓厄姆三世於1911年以租借為名，從馬丘比丘帶走4千多件古文物回耶鲁大学。尽管秘魯政府长期要求，这些文物長期未被归还。
為了古物秘魯與耶鲁大學追討多年，甚至訴諸法律，最後美國歐巴馬總統在秘魯總統遊說下，親自與耶魯大學進行道德勸說希望讓步，終於在2011年耶魯大學退讓，願意歸還第一批、總計366件文物，這些文物于2011年3月30日星期三，運抵秘魯總統府。并于2012年11月歸還最後一批35000個陶瓷碎片。

## 位置

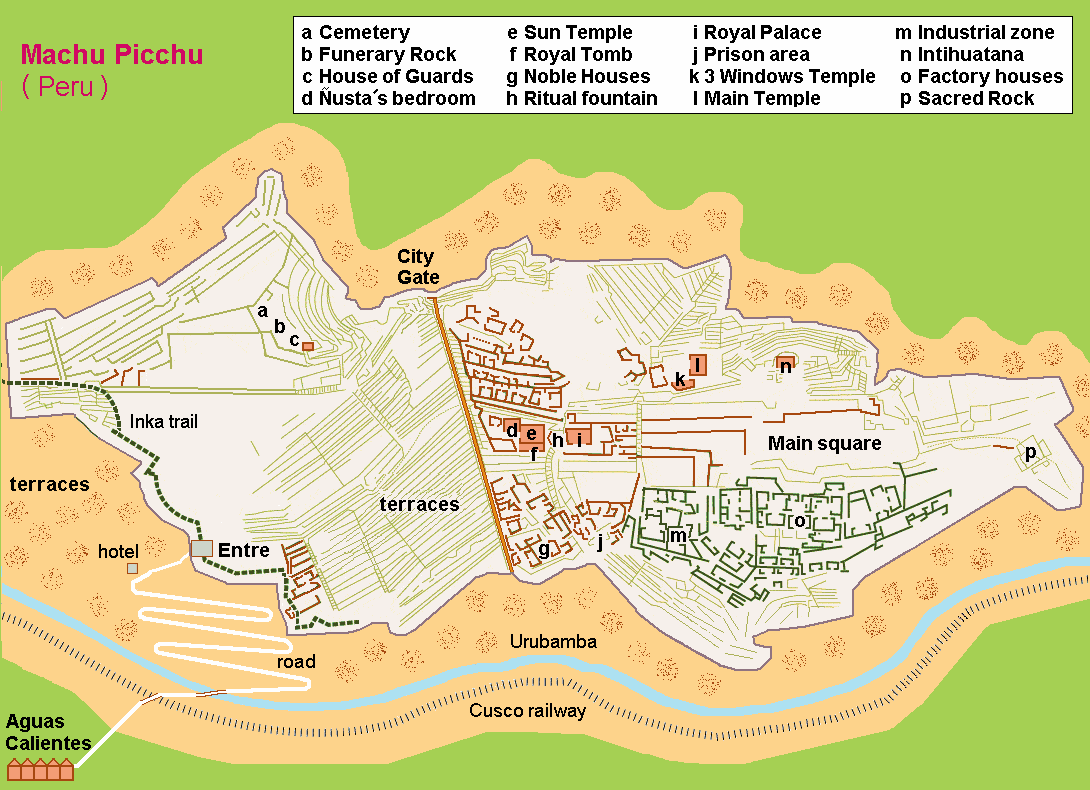
馬丘比丘的地圖

马丘比丘城建在库斯科西北130公里处的马丘比丘山脊上，海拔2000多米。是南美洲最重要的考古学中心，也因此是祕魯最受欢迎的旅游景点。
在山顶上马丘比丘的悬崖边，人们可以欣赏到落差600米直到乌鲁班巴河的垂直峭壁。要消除高原反应，人们可以嚼古柯叶或muña——一种有香味的多项功效超过青霉素的草。
绝佳的地理位置使马丘比丘成了理想的军事要塞，它的位置也因此曾经是军事机密。马丘比丘精确的坐标是13°9′23″S 72°32′34″W / 13.15639°S 72.54278°W。

## 马丘比丘历史保护区
在1981年，马丘比丘周围32,592公顷土地被列为秘鲁的「历史保护区」。这个地区不仅包括遗迹本身，还包括附近的地貌和动植物群，尤其是当地生产的兰花。
有理论指出马丘比丘是一个印加「llacta」——即用来控制新征服地区经济的据点。这里也是整个印加帝国境内最美丽的一处「据点」，在遭受进攻时用来保护印加贵族。这里是Zapa印加的「安息地」和「观测站」。

## 分区
按照考古学家的划分，马丘比丘有三个组成部分：神圣区、南边的通俗区，和祭司贵族区（居住区）。
在神圣区裡献给最伟大的太阳神因蒂的「拴日石」、「太阳庙」和「三窗之屋」是有重大考古学价值的主要宝藏。在居住区中有一部分是专属于贵族们的，这里的房屋成排的建在一个缓坡上；Amantas（智者）们的住宅有红色的墙，Ñustas（王子）们住宅则有着梯型的房间。在主城堡中还有一片区域是专门关押和惩戒犯人的监狱。石头建造的纪念陵墓是宗教仪式和献祭牺牲的场所，里面的空间呈拱形，墙壁上还有雕刻。

## 建筑

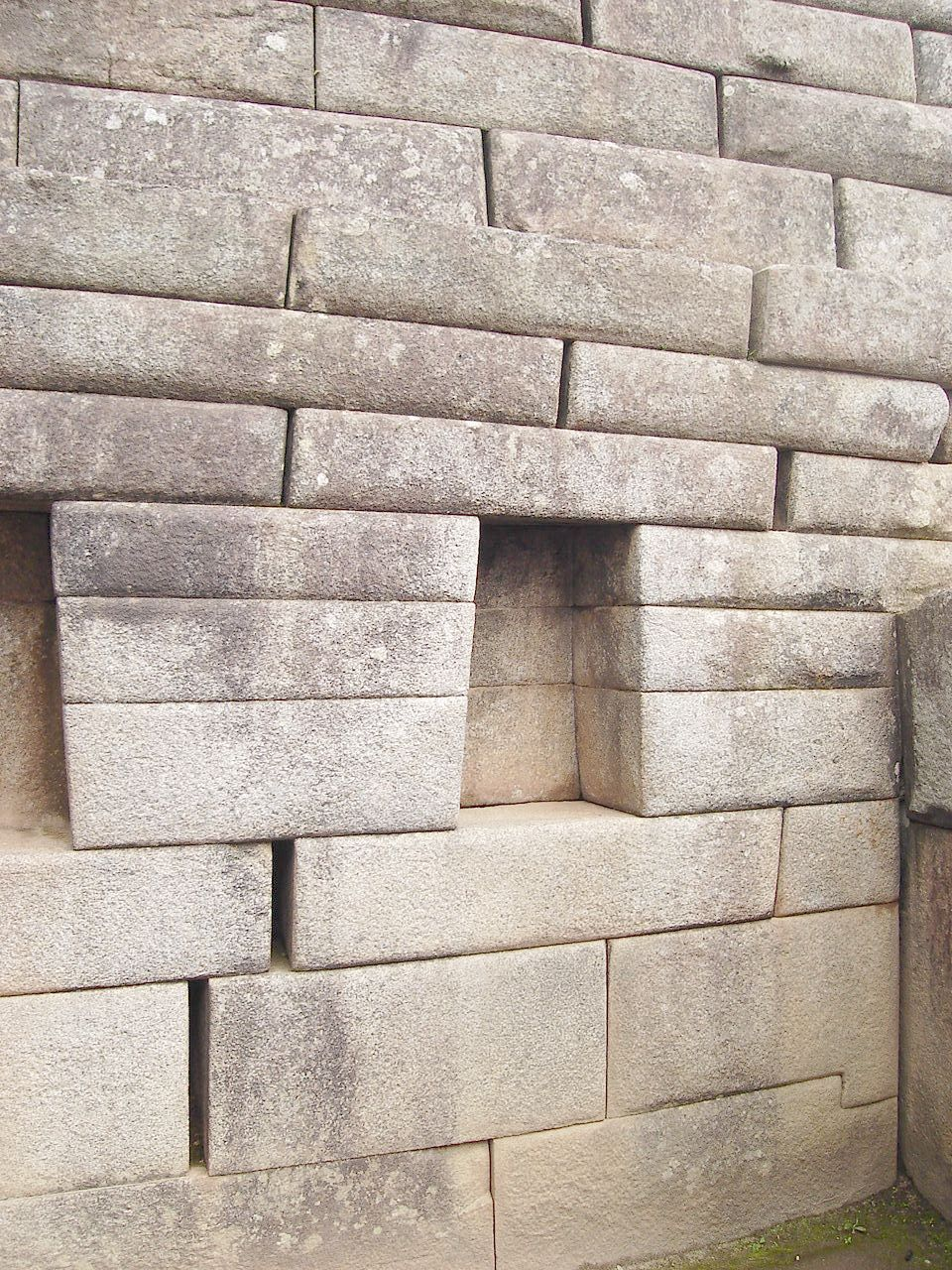
石牆全靠堆砌

马丘比丘的全部建筑都是印加传统风格的：磨光的规则形状的墙，以及美妙的接缝技巧，墙上石块和石块之间的缝隙连匕首都无法放进去，让人简直无法理解印加人是究竟如何把他们拼接在一起的。
让人注意的是，虽然印加人了解圆形（太阳神因蒂就是用它表现的），却并不把它运用在建筑中。建筑用的庞大数量石块究竟是如何搬运的至今是个謎。还有，虽然印加人不使用圆形，但却利用了斜坡。据信他们让成千上万的工人推着石块爬上斜坡。可惜的是印加人并未掌握文字的技巧而没有留下任何描述文字。
整个遗迹由约140个建筑物组成，包括庙宇、避难所、公园和居住区。这里还建有超过100处阶梯——每个通常由一整块巨大的花岗岩凿成。还有大量的水池，互相间由穿凿石头制成的沟渠和下水道联系，通往原先的灌溉系统。
至今還没有人明白印加文明是如何能將重達20吨的巨石搬上马丘比丘的山顶。

## 印加路网
在哥伦布时代之前南美文明修建的成千上万条道路中，印加路网属于最吸引人的一类。道路网络汇集在库斯科，印加帝国的首都，其中一条道路通往马丘比丘城。印加人称沿海道路为Camino de los llanos（平路）而山路则称为Cápac Ñam。
现在，每年都有成千上万的游客在印加道路——尤其是Cápac Ñam——上旅行，从库斯科出发徒步两天穿越安第斯山脉。

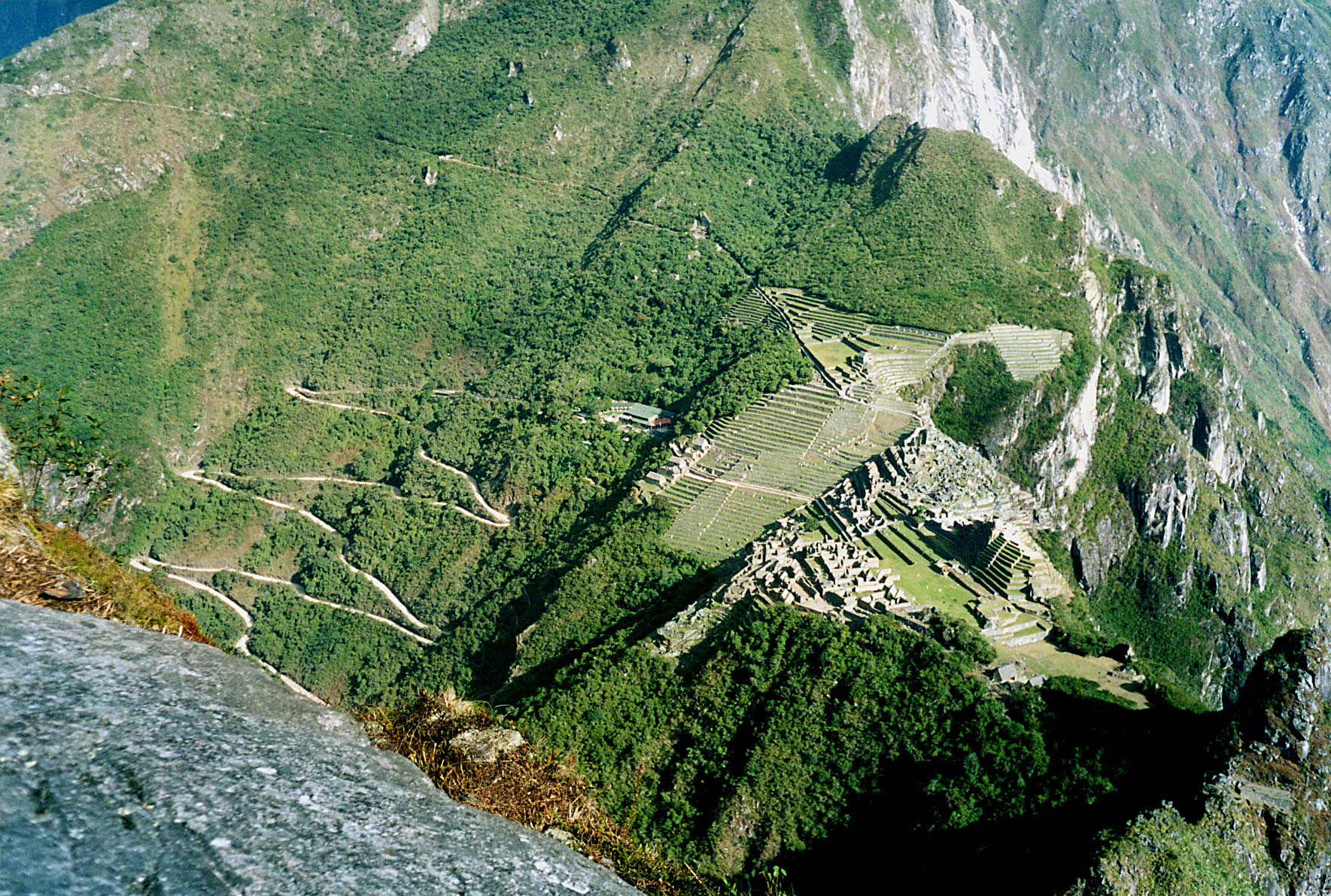
从瓦纳比丘山顶俯瞰马丘比丘

## 姐妹城市
2005年五月，约旦的佩特拉城成为了马丘比丘的姐妹城市。两个城市都在所属文明中有着中心地位，并因此受到全世界的关注。

### 图像来源
- 本文包含来源于PromPerú的图片。